# Селивёрстов, Василий Алексеевич
Селивёрстов Василий Алексеевич (1895 — 1943) — кадровый офицер Русской императорской армии, участник Первой мировой войны, военспец в РККА, участник Гражданской войны, командир полка, кавалер ордена Красное Знамя (1921). Состоял в кадрах РККА,  заместитель начальника управления военно-учебных заведений Красной Армии, генерал-майор (1940). Участник Великой Отечественной войны.

## Биография

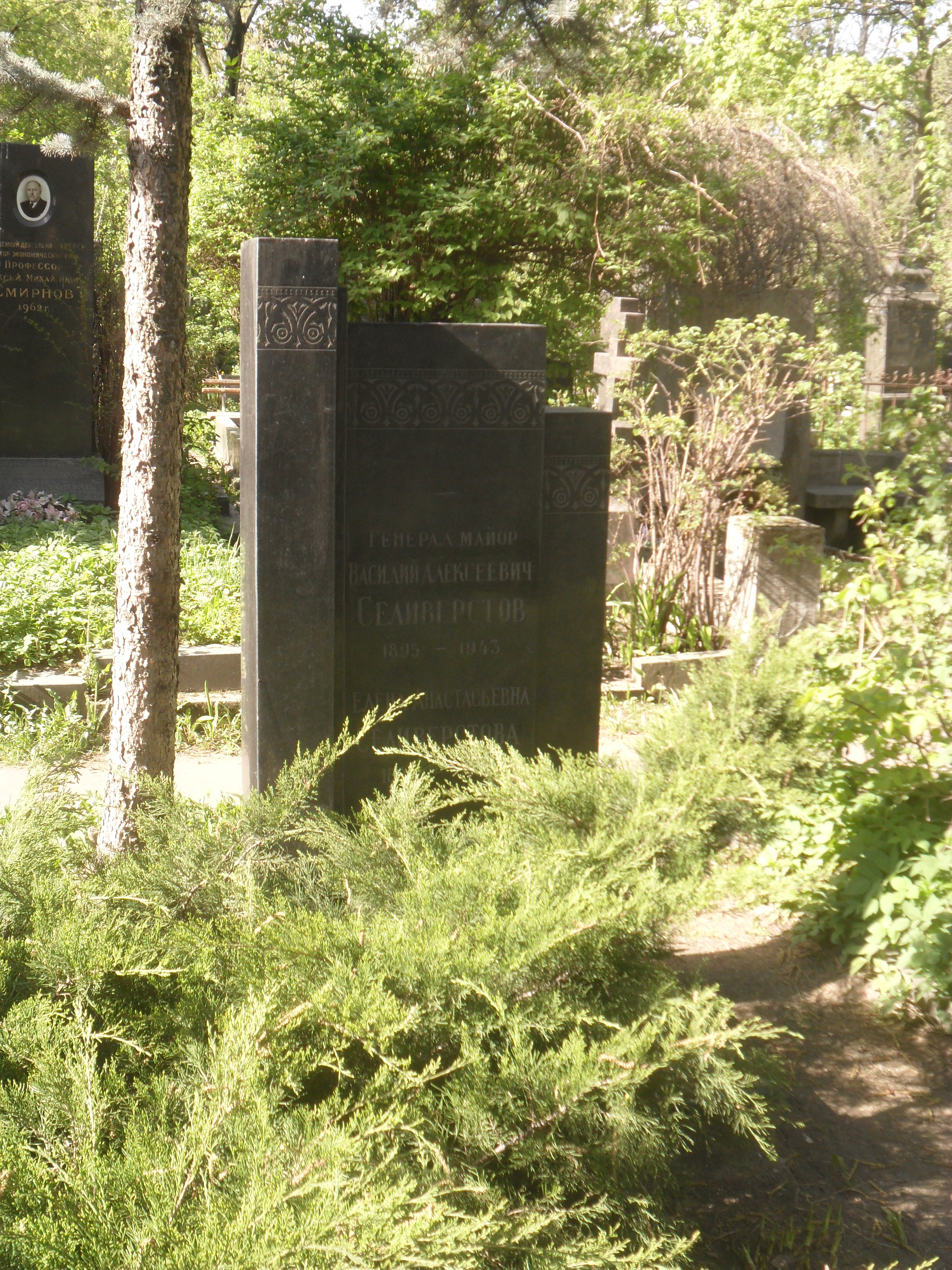
Могила Селивёрстова на Новодевичьем кладбище Москвы.

Образование получил в Харьковском Технологическом институте. Во время Первой мировой войны окончил ускоренный курс в Николаевском юнкерском училище. В качестве младшего офицера принимал участие в боях на фронтах Первой мировой войны. Добровольно вступил в РККА, службу начал с командира роты. Командир 33-го, затем 8-го стрелкового полка в 3-й Казанской стрелковой дивизии, участник многих боёв, имел ранения. За отличия в боях под Васильевкой был награждён орденом Красного Знамени РСФСР.
После окончания Гражданской войны продолжил службу в РККА, в 1932 году окончил обучение в академии им. Фрунзе, затем преподаватель кафедры методики. В 1937 году — преподаватель кафедры службы Генерального штаба. В дальнейшем,  заместитель начальника Управления военно-учебных заведений Красной Армии, генерал-майор (1940). Участник Великой Отечественной войны, умер от болезни в феврале 1943 года, похоронен на Новодевичьем кладбище в Москве.